# هيئة الأوراق المالية (الأردن)
هيئة الأوراق المالية الأردنية (JSC)(The Jordan Securities Commission) هي مؤسسة أردنية عامة تتمتع بشخصية اعتبارية ذات  استقلال مالي وإداري ترتبط برئيس الوزراء، وتأسست في عام 1997 لتطوير وتنظيم ومراقبة سوق رأس المال الأردني للحفاظ على بيئة استثمارية سليمة وحماية المُستثمرين.
يدير الهيئة مجلس مفوضين مكون من خمسة أعضاء، من بينهم الرئيس ونائبه من ذوي الخبرة والاختصاص بشؤون الأوراق المالية، ويتم تعيين المجلس بقرار من مجلس الوزراء بناءً على تنسيب رئيس الوزراء ويقترن بالإرادة الملكية السامية لمدة 4 سنوات قابلة للتجديد. وقد ألزم القانون كل عضو من أعضاء المجلس فور استلامه مهام عمله بالتصريح خطياً عما يملكه هو أو أي من أقاربه (الزوج والزوجة والأولاد القصر) من الأوراق المالية وأي تغيير يطرأ على هذا الملكية خلال ثلاثة أيام. وأعضاء المجلس متفرغون يحظر عليهم ممارسة أي مهنة أو عمل آخر أو أن يكونوا أعضاء في مجلس الأمة أو أن يشغلوا منصباً أو وظيفة في أية شركة أو مؤسسة ، عامة أو خاصة، أو أن يقدموا استشارة لأي جهة.
وقد أناط قانون الأوراق المالية بمجلس المفوضين مسؤوليات ومهام عديدة منها إعداد مشاريع القوانين والأنظمة المتعلقة بالأوراق المالية، ووضع التعليمات اللازمة لإدارة الهيئة، والموافقة على التعليمات والأنظمة الخاصة ببورصة عمان ومركز إيداع الأوراق المالية، والموافقة على تسجيل الأوراق المالية، ومنح التراخيص لشركات الخدمات المالية ومعتمدي المهن المالية، والموافقة على تسجيل صناديق الاستثمار، وتحديد الرسوم والعمولات، وغير ذلك من المهام.
الرئيس ونائبه
•يكون الرئيس هو الرئيس التنفيذي للهيئة وآمر الصرف فيها والمنفذ لسياستها والمسؤول عن ادارة شؤونها ويتولى في سبيل ذلك ما يلي:
o تنفيذ القرارات التي يتخذها المجلس.
o توقيع العقود التي يفوضه المجلس بتوقيعها.
o التوقيع، منفردا او بالاشتراك مع غيره، على التقارير والبيانات المحاسبية والكشوفات المالية والمراسلات والوثائق الخاصة بالهيئة.
•يقوم نائب الرئيس بالاعمال والمهام التي يكلفه بها الرئيس ويتولى صلاحيات الرئيس في حال غيابه او شغور مركزه.
•يقوم المفوضون بالاعمال والمهام التي يكلفهم بها الرئيس.
•للرئيس تفويض أي من صلاحياته المنصوص عليها في هذا القانون لاي مفوض كما يجوز له تفويض أي من صلاحياته لاي موظف في الهيئة على ان يكون التفويض خطيا ومحددا.
عضوية مجلس المفوضين:
يتكون مجلس مفوضي الهيئة من خمسة أعضاء بمن فيهم الرئيس ونائبه وهم من ذوي الخبرة والاختصاص في مجال الأوراق المالية، ويتم تعيينهم بقرار من مجلس الوزراء ، على أن يقترن ذلك بالإرادة الملكية السامية.
صلاحيات ومهام مجلس المفوضين وفقاً للقانون
نصت المادة 12 من قانون الأوراق المالية رقم 18 لسنة 2017 أن المجلس يتولى جميع الصلاحيات اللازمة لتحقيق أهداف الهيئة وفقاً لأحكام هذا القانون وتنفيذ المهام والصلاحيات المقررة له بمقتضى أحكامه بما في ذلك ما يلي:
1- رسم السياسة العامة للهيئة ووضع البرامج اللازمة لتنفيذها.
2- الموافقة على تداول أي ورقة مالية خارج السوق المالي.
3- الموافقة على إدراج أي ورقة مالية أردنية لدى أي سوق تداول أوراق مالية خارج المملكة.
4- البت في طلبات تسجيل الأوراق المالية بناء على تنسيب من الرئيس.
5- تعليق أو وقف التعامل بأي ورقة مالية للمدة التي يراها مناسبة.
6- الموافقة على إنشاء وتسجيل صناديق الاستثمار المشترك.
7- منح الترخيص والاعتماد الذي يصدر بموجب أحكام هذا القانون.
8- تقييد أو تعليق أو إيقاف أو إلغاء الترخيص أو الاعتماد الممنوح لأي شخص للمدة التي يراها مناسبة.
9- تحديد الرسوم المتعلقة بإصدار الترخيص أو الاعتماد وتجديد أي منهما.
10- الموافقة على تحديد بدل الخدمات والأجور والعمولات التي يتقاضاها كل من السوق المالي والمركز بمقتضى أنضمتها الداخلية.
11- تحديد العمولات التي تتقاضاها شركة الخدمات المالية أو المرخص له من عملائهم بحدودها الدنيا والعليا.
12- اعتماد المعايير المحاسبية ومعايير التدقيق ومعايير تقويم الأداء التي يجب على الجهات الخاضعة لرقابة الهيئة التقيد بها.
13- تحديد المعايير والشروط الواجب توافرها في مدققي الحسابات المؤهلين لتدقيق حسابات الجهات الخاضعة لرقابة الهيئة وإشرافها.
14- وضع قواعد الحوكمة لأي من الجهات الخاضعة لرقابة الهيئة.
15- إصدار مدونة سلوك تنظم معاملة موظفي الهيئة مع المستثمرين بما يضمن الاحترام المتبادل.
16- إقامة علاقات تعاون مع هيئات الأوراق المالية العربية والأجنبية والمنظمات العربية والإقلمية والدولية المختصة بأسواق رأس المال.
17- النظر في القرارات المتعلقة بالتعامل بالأوراق المالية والصادرة عن السوق المالي والمركز ووقف تنفيذ أي منها.
18- إصدار التعليمات اللازمة لإدارة الهيئة وأي تعليمات أو قرارات لتنفيذ أحكام هذا القانون والأنظمة الصادرة بمقتضاه أو تعديل تلك التعليمات أو القرارات إو إلغاؤها.
19- إعداد مشروعات القوانين والأنظمة المتعلقة بالأوراق المالية.
20- إعداد الموازنة السنوية للهيئة وتقديمها لمجلس الوزراء للمصادقة عليها.
21- أي أمور أخرى يرى الرئيس عرضها على المجلس.

## تاريخ التأسيس

### النشأة
بدأ إنشاء الشركات المساهمة العامة في الأردن منذ الثلاثينيات من القرن العشرين حيث أُسس في وقتها ثلاث شركات مساهمة عامة وهي البنك العربي شركة الكهرباء شركة التبغ والسجائر. ازدادت أعداد الشركات وتوسعت الحكومة في إصدار أدوات الدين العام،  فبرزت الحاجة إلى إنشاء سوق مُنَظَم لتداول الاوراق المالية،  وعلى أثرها تم تأسيس سوق عمان المالي في عام 1976 .
بدأ أعمال سوق عمان المالي كسوق مُنظِم للأوراق المالية في بداية عام 1978، وكان يقوم بدورين رئيسيين هما 1. دور الهيئة الرقابية 2. ودور البورصة للأوراق المالية. وتمثلت أهدافه في •تنظيم ومراقبة إصدار الأوراق المالية والتعامل بها •تنمية المدخرات الوطنية عن طريق الإستثمار في الأوراق المالية •توجيه المدخرات لخدمة الاقتصاد الوطني.
حقق سوق عمان المالي تقدماً كبيراً في تحقيق أهدافه مما جعله يحتل مكانة مرموقة بين الأسواق الناشئة في المنطقة والعالم.
مع إلتزام العديد من الدول بتطبيق المعايير الدولية في أغلب المجالات ومع التطور الكبير في مجال التكنولوجيا وثورة الاتصالات والمعلومات، أصبحت دول العالم بحاجة إلى تطبيق برامج لإعادة هيكلة إقتصادها وإجراء إصلاحات لمواكبة هذه التطورات واستيعاب التغييرات التي حدثت على المستوى العالمي، فبدأ الأردن باتخاذ إجراءات هامة فأصدر العديد من التشريعات والقوانين الإقتصادية ونفذ العديد من الإجراءات والقرارات للنهوض بالإقتصاد، ومن أهم التشريعات والإجراءات كان إصدار قانون الأوراق المالية رقم 23 لسنة 1997، بِهدف إحداث تغييرات نوعية هامة في تاريخ سوق رأس المال الأردني،  وبموجب هذا القانون تمت إعادة هيكلة السوق وأُنشأت 1. (هيئة الأوراق المالية) لتتولى المهام التنظيمية والرقابية في السوق، 2. (بورصة عمان) كسوق نظامي لتداول الأوراق المالية 3. (مركز إيداع الأوراق المالية)  أُوكلت إليه مهام تسجيل الأوراق المالية وتدقيق ونقل مُلكيتها وإجراء التقاضي والتسوية لها.
ونتيجة لهذه الهيكلة أصبح سوق رأس المال الأردني يتمتع بمنظومة مُؤسسية وبُنية تنظيمية وتشريعية مُتطورة، تواكِب أفضل المعايير الدولية المنظِمة للفعاليات المختلفة في السوق المالي العالمي.

### المعايير الدولية
استند الأردن على تطبيق معايير وممارسات البرامج والمنظمات الدولية والإقليمية لأسواق المال العالمية: ونذكر منها
1. مبادئ مكافحة غسل الأموال وتمويل الإرهاب الصادرة عن مجموعة العمل المالي (FATF[بحاجة لمصدر])
2. مبادئ المنظمة الدولية لهيئات الأوراق المالية  (  IOSCO[بحاجة لمصدر])
3. مبادئ حوكمة الشركات الصادرة عن منظمة التعاون والتنمية الدولية  (OECD)
4. المعايير الدولية لإعداد التقارير المالية  (IFRS)
5. معايير التدقيق الدولية (IAS)
ومن أهم هذه المعايير والممارسات التي سار على نهجها السوق المالي الأردني، عمل على عدة برامج تساعد في تنظيم الخدمات المالية للمستثمرين وتوفير المعلومات الضرورية لهم بكل شفافية،  وعمل أيضا على إيجاد آليات خاصة بإدارة المخاطر مثل صندوق حماية المستثمرين وصندوق ضمان التسوية، وإصدار صناديق الإستثمار المشترك،  وإصدار الأوراق المالية، وأيضا برامج الأنظمة الإلكترونية اللازمة لعمل مؤسسات السوق.
بعد صدور قانون صكوك التمويل الإسلامي في عام 2012 (والذي يُعتبر من أهم أدوات تعميق سوق رأس المال الأردني)  وفي عام 2017 تم إصدار قانون جديد للأوراق المالية، يسمح لمجلس مفوضي هيئة الأوراق المالية بإصدار قواعد إلزامية لحوكمة الشركات، حيث تم نقل المهام  التنظيمية من إدارة مراقبة الشركات  إلى لجنة الخدمات المشتركة. وتم أيضا في نفس العام إصدار قانون لتنظيم التعامل في البورصات الأجنبية وتعليمات إيصالات إيداع الأوراق المالية (  والتي بدورها سهلت الطريق على المستثمرين في إصدار الإيصالات الأردنية وايداعها في البورصات الأجنبية،  وإصدار الإيصالات الأجنبية وايداعها في البورصة الأردنية)، وشهِد نفس العام كمرحلة أولى تحويل بورصة عمان إلى شركة مساهمة عامة مملوكة بالكامل إلى الحكومة، وذلك تمهيدا لعرضها على الشركاء الإستراتيجيين، كما أدخلت هيئة الأوراق المالية نظام الإفصاح الإلكتروني العالمي XBRL لتعزيز الكشف عن المعلومات في السوق.

### الرسالة

#### الرؤية
الإرتقاء بسوق رأس المال الوطني ليكون ذو بيئة جاذبة للإستثمار تتسم بالعدالة والشفافية

#### الأهداف
تنظيم وتطوير سوق رأس المال
حماية مستثمري بورصة عمان في الأوراق المالية
رفع مستوى أداء هيئة الأوراق المالية وتعزيز كفاءتها
حماية السوق المالي من المخاطر
زيادة الوعي بالسوق

#### المهام
تنظيم سوق رأس المال ومراقبته وتطويره في الموضوعات المتعلقة بالإفصاح وأنشطة الخدمات المالية والتعامل في الأوراق المالية لتعزيز الثقة في الاقتصاد الوطني وتشجيع الاستثمار وحماية المستثمرين،  والارتقاء بالتشريعات بشكل مستدام،  وكذلك التطورات التقنية وفق المعايير الحديثة والدولية.

### المسؤوليات
إصدار التشريعات المنظمة لسوق رأس المال وتنميته وتساعد في توفير البيئة المناسبة للاستثمار في الأوراق المالية.
تزويد المستثمر بكافة المعلومات اللازمة لدعم قراره الاستثماري بما في ذلك الشفافية والإفصاح سواء لإصدار أداء الشركات أو لعملية التداول أو للجهات الخاضعة لرقابة وإشراف الهيئة.
تطوير الخدمات المالية اللازمة لسوق رأس المال.
تشجيع إنشاء الصناديق المشتركة وتنظيم هذه الصناديق لتوفير فرص الاستثمار لصغار المستثمرين وإدارة الاستثمار بكفاءة.
تطبيق معايير دولية محدثة في سوق رأس المال والجهات ذات الصلة للإفصاح، والتداول الإلكتروني، والحفظ الإلكتروني وتسوية أسعار الأوراق المالية، بالإضافة إلى معايير المحاسبة والمراجعة الدولية المحدثة على الأطراف الخاضعة للرقابة والإشراف من قبل هيئة الأوراق المالية.
اعتماد معايير السلوك المهني للأشخاص العاملين في بورصة عمان JSC و ASE ومركز إيداع الأوراق المالية (SDC) (Jordan Securities Depository Center_) وأعضائها.
توقيع العقوبات على المخالفين للقانون ومن يرتكبون أعمال محظورة.
نشر الوعي بين المستثمرين والجمهور بشكل عام في القضايا المتعلقة بسوق رأس المال الوطني ومؤسساته، وكذلك القضايا الأخرى المتعلقة بالاستثمار في الأوراق المالية.
توفير تدريب مستمر لموظفي هيئة الأوراق المالية والأفراد العاملين في بورصة عمان ومركز تطوير المؤسسات التعليمية لتحسين مستواهم الأكاديمي والمهني، بالإضافة إلى العاملين في شركات الخدمات المرخصة والأشخاص المسجلين
تلقي شكاوى الجمهور والمستثمرين والتحقيق فيها، واتخاذ الإجراءات المناسبة بفرض العقوبات على المخالفين لأحكام القانون والتعليمات والأنظمة الصادرة بمقتضاه.
تحسين برنامج المراقبة على الأطراف الخاضعة لرقابة هيئة الأوراق المالية وتعزيز الإشراف اليومي على التداول في بورصة عمان

### المراقبة والإشراف
بورصة عمان ASE
مركز إيداع الأوراق المالية (SDC)
شركات المساهمة العامة
شركات الخدمات المالية المرخصة
صناديق الاستثمار وشركات الاستثمار

## العلاقات الدولية
في فبراير 2008 تم إخطار هيئة الأوراق المالية الأردنية من قِبل المنظمة الدولية لهيئات الأوراق المالية (IOSCO) بأنها استوفت جميع الشروط والمعايير للتأهل لتكون من الدول الموقعة على مذكرة التفاهم متعددة الأطراف MMOU الصادرة عن منظمة المنظمة الدولية لهيئات الأوراق المالية IOSCO  هذا المؤهل هو مؤشر معتمد من قبل المؤسسات الدولية خاصة البنك الدولي (WB) وصندوق النقد الدولي (IMF) لمدى الامتثال للمعايير الدولية كجزء من برنامج تقييم القطاع المالي (FSAP (Financial Sector Assessment Program)
تم اختيار هيئة الأوراق المالية لأول مرة لرئاسة مجلس هيئات الرقابة العربية اتحاد أسواق الأوراق المالية الذي تأسس في 31 يناير 2007
تم اختيار هيئة الأوراق المالية الأردنية لرئاسة مجلس هيئات الرقابة العربية (اتحاد أسواق الأوراق )، إبتداء من تاريخ 27•3•2019 ، حيث تسلم الأردن مُمَثَلا برئيس هيئة الأوراق المالية الأردنية محمد الحوراني رئاسة اتحاد الهيئات، ولمدة عام واحد وبنظام (كل عام تستلم دولة من الاتحاد الرئاسة)

### روابط ذات صلة
هيئة الأوراق المالية والسلع الإمارات
هيئة الأوراق المالية العراقية
هيئة السوق المالية السعودية
سوق الكويت للأوراق المالية
هيئة قطر للأسواق المالية
الهيئة العامة للأوراق المالية المصرية[بحاجة لمصدر]